# Mobilbiljett
Mobilbiljett är en biljett som köps via en webbplats eller app för mobila enheter. Den betalas ofta med kontokort eller liknande och kan levereras till enheten med SMS. Detta finns bland annat för tåg (både i Sverige och Finland) och vissa evenemang. Det har etablerats även för flyg, där SMS:et kan innehålla en webbsidelänk som leder till en streckkod som skannas i utgången.

## SMS-biljett

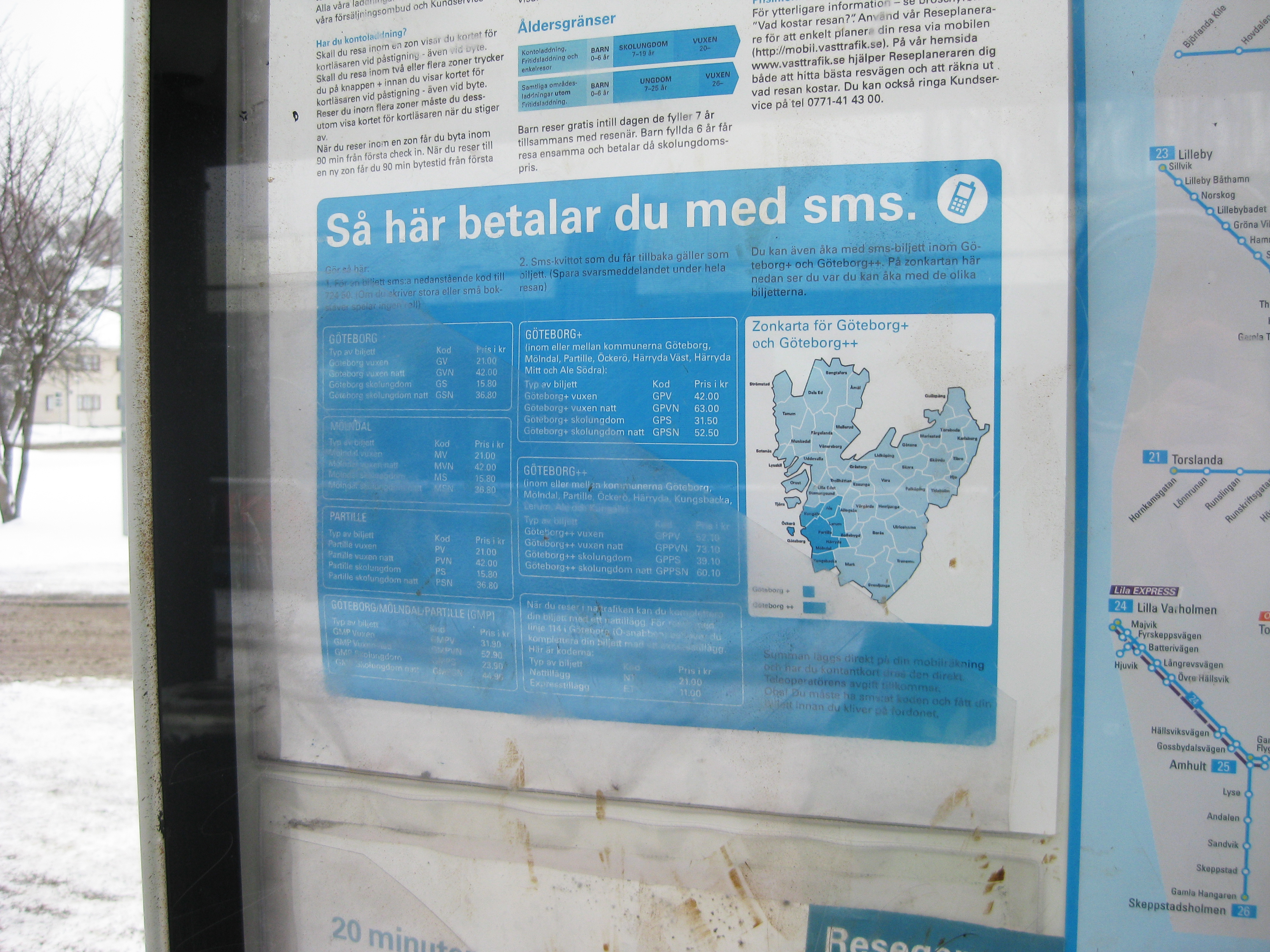
Instruktioner för Västtrafiks SMS-biljetter.

SMS-biljett är en typ av biljett där innehavaren inte behöver en fysisk biljett utan bara visar upp ett SMS i sin mobiltelefon. Systemet användes i Sverige främst inom kollektivtrafiken där passagerare skickade ett betal-SMS med en kod, och fick tillbaka ett SMS som är giltigt som färdbevis. I Sverige regleras bestämmelserna för SMS-biljetter i betaltjänstlagen.
1 februari 2013 började en ändring i betaltjänstdirektivet gälla som innebär att det krävs registrering för att genomföra ett SMS-köp, exempelvis beställning av SMS-biljett. De stora teleoperatörerna i Sverige, Telia, Telenor, Tele2/Comviq, 3 och Halebop, skapade tillsammans mobiltjänsten Wywallet för ändamålet. Många svenska trafikbolag var inte anslutna till Wywallet utan har valde ett eget registreringssystem, däribland Storstockholms Lokaltrafik. Wywallet upphörde 2018.
25 februari 2013 rapporterades att försäljningen av SMS-biljetter minskat kraftigt på många håll i Sverige till följd av det nya EU-direktivet. Successivt avvecklades SMS-biljetten hos samtliga kollektivtrafikföretag i Sverige och ersattes med köp i appar. Till exempel upphörde möjligheten hos SL i januari 2018  och hos Västtrafik under 2016.

### Problem
Ett problem med SMS-biljetter visade sig vara att de går att förfalska och att äktheten är svår att kontrollera. Det motverkades genom att någon slags kod ingår i meddelandet, som inte går att räkna ut för den som vill förfalska SMS.[källa behövs] Resenärer har klagat på att tekniska problem uppstått vid beställningen och att mobilbatteriet tagit slut. En annan nackdel var att besökare med utländska telefonabonnemang inte kan skicka betal-SMS.